# Buzzov•en
Buzzov•en je americká hardcore/thrash/sludge metalová kapela ze Severní Karolíny založená roku 1990. Je známá svými nekontrolovatelnými živými vystoupeními často provázenými i násilnostmi.
Buzzov•en společně s Eyehategod definovali na počátku 90. let 20. století sludge metal. Postupem doby prošli několika změnami sestavy a zažili i rozpad kapely. Jediným stálým členem je zpěvák a kytarista Kirk Fisher.
Debutové studiové album To a Frown vyšlo v roce 1993 pod hlavičkou hudebního vydavatelství Allied Recordings.

## Diskografie
Dema
- Buttrash (1991)
- Paintime Grit (1994)

Studiová alba
- To a Frown (1993)
- Sore (1994)[3]
- ...at a Loss (1998)
- Revelation: Sick Again (2011)

EP
- Hate Box (1992)
- Wound (1992)
- Unwilling to Explain (1994)
- The Gospel According... II (1997)
- Violence from the Vault (2010)
- Prophetic Ramblings (2022)

Kompilační alba
- Welcome to Violence (2005)
- Violent Hits (2016)

Singly
- Useless / Never Again (1997)

Split nahrávky
- God and Texas / Buzzov•en (1995) – split 7" vinyl společně s kapelou God and Texas
- Another Day in the Lost Lives of... (1996) – split 7" vinyl společně s americkou kapelou Sourvein

Various Artists kompilace
- Stereonucleosis Comes to Your House (1991) – VA kompilační 7" vinyl firmy Stereonucleosis Records s kapelami Buzzov•en, Antischism, Tolerance a Unherd
- Hot Rock Action Vol.3! (1997) – VA kompilační 7" vinyl kapel Buzzov•en, Haberdasher, The Spitters a Behind Closed Doors